# Air Vallée
Air Vallée S.p.A. war eine italienische Fluggesellschaft mit Sitz in Rimini und Basis auf dem Flughafen Rimini. Die Gesellschaft hat den Betrieb mit Stand Juni 2016 wegen eines Groundings ausgesetzt; ihr Luftverkehrsbetreiberzeugnis wurde durch die italienische Zivilluftfahrtbehörde ENAC eingezogen. Am 11. September 2018 wurde die Fluggesellschaft für bankrott erklärt.

## Geschichte
Die Gründung der Air Vallée 1987 wurde zur Entwicklung der Region von der Regierung des Aostatals finanziert. 2009 erfolgte das erste Grounding durch die ENAC für ein Jahr, 2013 das Zweite und im Juni 2016 das Dritte.

## Flugziele
Air Vallée flog von Parma nach Catania und Olbia, von Turin nach Pescara sowie von Pescara nach Bukarest. Zudem wurden auch Charterflüge angeboten.

## Flotte
Zuletzt bestand die Flotte der Air Vallée aus einer Fokker 50 (Kennzeichen SE-LEZ). Davor setzte die Gesellschaft auch Airbus A320-200, Dornier 328-300/310JET und McDonnell Douglas DC-9-83/MD-83 ein.

## Zwischenfälle

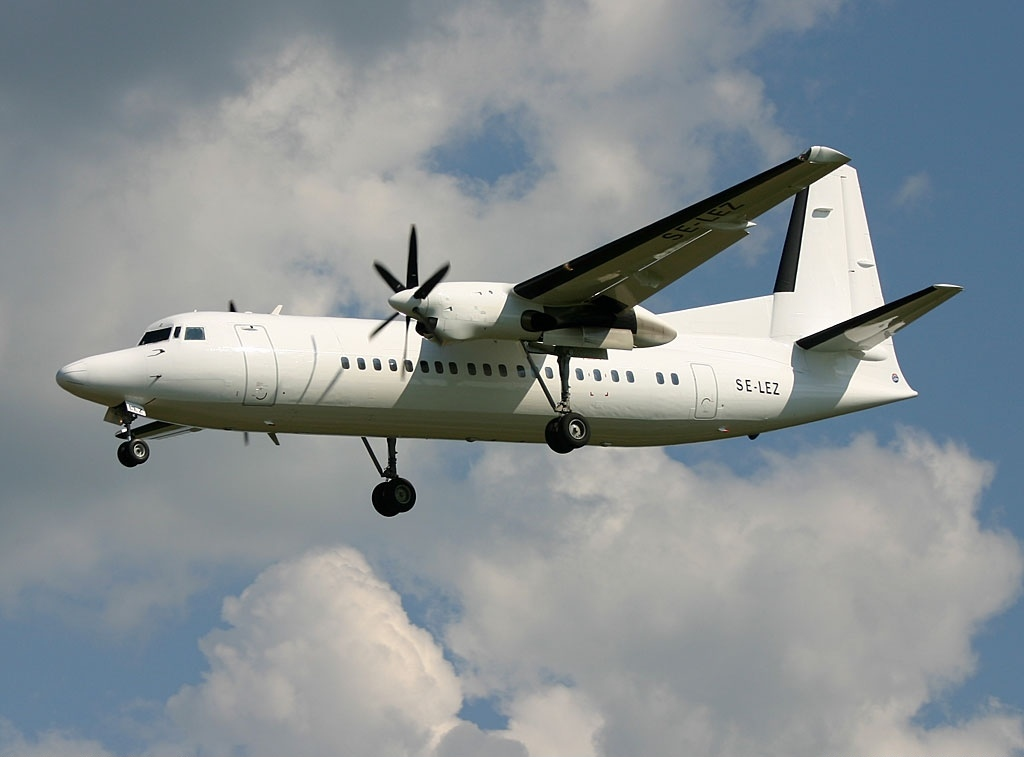
Die verunglückte Fokker 50 (Kennzeichen SE-LEZ)

Die Air Vallée verzeichnete in ihrer Geschichte einen Zwischenfall:
- Bei der Landung einer Fokker 50 (Kennzeichen SE-LEZ) am 30. April 2016 von Rimini nach Catania mit 21 Personen an Bord, musste die Besatzung bei der Landung in Catania ohne das Bugrad landen. Das Flugzeug wurde seither nicht mehr eingesetzt.[7][8]